# Еладіо Рохас
Еладіо Рохас (ісп. Eladio Rojas, 8 листопада 1934, Тьєрра-Амарилья — 13 січня 1991, Вінья-дель-Мар) — чилійський футболіст, що грав на позиції півзахисника.
Виступав, зокрема, за клуби «Евертон» (Вінья-дель-Мар) та «Коло-Коло», а також національну збірну Чилі, з якою став бронзовим призером чемпіонату світу 1962 року.

## Клубна кар'єра
У дорослому футболі дебютував 1954 року виступами за команду «Евертон» (Вінья-дель-Мар), в якій провів вісім сезонів. Хоча Рохас почав кар'єру на позиції нападника, згодом він зайняв місце опорного півзахисника.
Протягом 1963—1964 років захищав кольори клубу «Рівер Плейт», але не зміг зайняти місце в основному складі, тому йому довелося повернутися на батьківщину, цього разу в клуб «Коло-Коло». Відіграв за команду із Сантьяго наступні три сезони своєї ігрової кар'єри.
У 1967 році він повернувся в «Евертон» (Вінья-дель-Мар), проте після автокатастрофи в 1968 році змушений був завершити кар'єру. Прощальний матч був проведений у Т'єрра-Амарілья на стадіоні, який тепер носить його ім'я.

## Виступи за збірну
26 лютого 1959 року дебютував в офіційних матчах у складі національної збірної Чилі, а вже наступного місяця взяв з командою участь у чемпіонаті Південної Америки 1959 року в Аргентині, де зіграв у всіх шести іграх, а команда посіла 5-те місце.
Згодом у складі збірної був учасником чемпіонату світу 1962 року в Чилі, на якому команда здобула бронзові нагороди. Збірна посіла друге місце в групі С з ФРН, Італією і Швейцарією, а потім у чвертьфіналі виграла у СРСР з рахунком 2:1 і програла в півфіналі майбутньому чемпіону, Бразилії, з рахунком 2:4. Збірна Чилі завоювала бронзові медалі чемпіонату, здолавши в матчі за третє місце Югославію з рахунком 1:0. Еладіо Рохас зіграв у всіх шести іграх і відзначився тим, що спочатку забив переможний гол у чвертьфіналі у ворота Льва Яшина, а потім і єдиний гол у грі проти Югославії, що дозволило Чилі посісти третє місце на турнірі. Згодом у 1994 році перед черговим чемпіонатом світу журнал France Football опублікував рейтинг 100 найкращих гравців чемпіонатів світу з 1930 по 1990 рік, поставивши Рохаса на 81 місце.
Загалом протягом кар'єри у національній команді, яка тривала 10 років, провів у її формі 27 матчів, забивши 3 голи.
Помер 13 січня 1991 року на 57-му році життя у місті Вінья-дель-Мар.

## Титули і досягнення
- Бронзовий призер чемпіонату світу: 1962